# Belchior Carneiro Leitão
Pour les articles homonymes, voir Belchior, Carneiro et Leitão.
Belchior Carneiro Leitão (également connu comme Melchior Carneiro), né en 1516 à Coimbra (Portugal) et décédé le 19 août 1583 à Macao, était un jésuite portugais, missionnaire en Asie, et premier évêque de Macao (1576).

## Biographie
À la fin de ses études à l’université de Coimbra il entre en 1543 dans la très jeune Compagnie de Jésus qui vient d’être approuvée par le pape Paul III (1540). Melchior Carneiro est ordonné prêtre en 1547 et nommé directeur du collège de Evora (1551) avant de devenir supérieur de la maison professe de Lisbonne (en février 1553). En juillet 1553 il accompagne à Rome Simon Rodrigues convoqué par Ignace de Loyola pour rendre compte de son gouvernement des jésuites portugais.
Sur proposition du roi du Portugal et avec l’approbation d’Ignace de Loyola il est choisi par le pape Jules III pour accompagner Joao Nunes Barreto, autre jésuite portugais, envoyé comme ‘patriarche latin’ pour une mission de réconciliation avec la nation chrétienne d’Éthiopie. Carneiro fait sa profession religieuse à Rome, entre les mains d’Ignace de Loyola le 24 juin 1554.

### Départ pour l’Orient
De retour au Portugal à la fin de 1554, il lève l'ancre pour l'Inde (1er avril 1555), en compagnie de douze missionnaires. Arrivés à Goa l’attente pour un passage vers l’Éthiopie se fait longue. Carneiro y enseigne la théologie morale et dogmatique (1555-1558) 
Carneiro a des contacts avec les juifs de Cochin (au Kerala) qu’il tente de convertir : on attente à sa vie. Il s’intéresse aux chrétiens de saint Thomas de la côte de Malabar et se renseigne à leur sujet, rencontrant également leur évêque, Mar Joseph, qu’il parvient à ramener à une réconciliation (personnelle) avec l'Église de Rome. Le patriarche d’Ethiopie, en mauvaise santé et inquiet des dangers que court Carneiro en Inde du Sud, le rappelle à Goa et le fait ordonner évêque par Gaspar de Leâo Pereira, archevêque de Goa, le 15 décembre 1560. Deux ans plus tard il assiste le patriarche Barreto au moment de sa mort (1562).

### Premier évêque de Macao
L’impossibilité d’entrer en Éthiopie se prolongeant, Pie V nomme Carneiro évêque ‘du Japon et de la Chine’. Il prend résidence à Macao en 1568, d’abord chez les jésuites du collège Saint-Paul, et ensuite séparément, lorsque le diocèse de Macao (pour la Chine et le Japon) est officiellement créé en 1576.
Homme aussi religieux que dynamique (et comparé à l’évêque Charles Borromée), Carneiro fonde à Macao une série d’institutions caritatives et éducatives modernes, et contribue à faire de Macao le centre stratégique des missions catholiques en Extrême-Orient : un hôpital pour les pauvres, plus tard appelé « Hôpital Saint-Raphaël », le lazaret Saint-Lazare construit hors les murs de Macao et près de l’ermitage de Notre Dame d’Espérance (qui était sa résidence épiscopale). L’œuvre la mieux connue est la « Maison Sainte de la Miséricorde » (Santa Casa da Misericórdia), inspirée - aux dires de Carneiro lui-même - de ce qu’il avait vu faire par Ignace de Loyola à Rome. Dans cette maison de ‘miséricorde corporelle et spirituelle’ une ‘association de compassion chrétienne’ s’occupe de la réhabilitation de prostituées, des pauvres et marginaux de Macao.
Avec l’accord du pape, il renonce en 1581 à sa charge épiscopale et retourne résider chez les jésuites où il vit comme simple religieux. Il meurt le 19 août 1583 alors qu’il se préparait à effectuer un voyage au Japon. Il est enterré dans la crypte de l’église de la Mère-de-Dieu, à Macao.